# Moriers
Moriers is een gemeente in het Franse departement Eure-et-Loir (regio Centre-Val de Loire) en telt 208 inwoners (2005). De plaats maakt deel uit van het arrondissement Châteaudun.

## Geografie
De oppervlakte van Moriers bedraagt 8,9 km², de bevolkingsdichtheid is 23,4 inwoners per km².
De onderstaande kaart toont de ligging van Moriers met de belangrijkste infrastructuur en aangrenzende gemeenten.

## Demografie
Onderstaande figuur toont het verloop van het inwonertal (bron: INSEE-tellingen).